# 联合国安全理事会第20号决议
《联合国安理会20号决议》是于1947年3月10日在联合国安全理事会第117次会议上一致通过的。
决议表示已经审议了国际原子能委员会提交的报告，各国表示初步同意，请原子能委员会尽速草拟关于国际原子能管制方面的国际公约，提交安理会审议。